# 403
Évszázadok: 4. század – 5. század – 6. század
Évtizedek: 350-es évek – 360-as évek – 370-es évek – 380-as évek – 390-es évek – 400-as évek – 410-es évek – 420-as évek – 430-as évek – 440-es évek – 450-es évek
Évek: 398 – 399 – 400 – 401 –  402 – 403 – 404 – 405 – 406 – 407 – 408

## Események

### Nyugat- és Keletrómai Birodalom
- A két éves II. Theodosiust (keleten) és Flavius Rumoridust (nyugaton) választják consulnak.
- Az Arcadius császár által Konstantinápolyba rendelt Theophilosz alexandriai pátriárka szövetkezik Aelia Eudoxia császárnéval Aranyszájú Szt. János pátriárka ellen (a császárnét az dühítette fel, hogy János pamfletet írt a nők pazarló, luxust hajszoló életmódja ellen és találva érezte magát). Az ún Tölgyfa-zsinaton, ahol Teophiloszt kellett volna felelősségre vonni, a többségében János ellenségei közül kikerülő püspökök János ellen fordulnak és leváltják őt a pátriárkai székből. A hírre zavargások törnek ki Konstantinápolyban és a császárné kénytelen visszahívni a száműzött főpapot.
- A karthágói zsinat felszólítja a donatistákat, hogy térjenek vissza az ortodoxiához.

### Kína
- A Csin-dinasztia kormányzatát irányító Huan Hszüan hadvezér kényszeríti a gyengeelméjű An császárt hogy mondjon le és nevezze ki őt uralkodóvá. Huan Hszüan kikiáltja az új (rövid életűnek bizonyuló) Csu államot.
- A Kései Liang állam fejedelme, Lü Lung a többi szakadár állam folyamatos támadásai miatt megadja magát a Kései Csin császárának Jao Hszingnek és állama megszűnik létezni.

## Halálozások
- május 12. – szalamiszi Szent Epiphaniosz, egyházatya, író

## Fordítás
- Ez a szócikk részben vagy egészben  a(z)   403 című francia Wikipédia-szócikk ezen változatának fordításán alapul.  Az eredeti cikk szerkesztőit annak laptörténete sorolja fel. Ez a jelzés csupán a megfogalmazás eredetét és a szerzői jogokat jelzi, nem szolgál a cikkben szereplő információk forrásmegjelöléseként.